# سلاح المهندسين الروسي
سلاح المهندسين الروسي (بالروسية: Инженерные войска Российской Федерации)‏ عبارة عن فيلق إداري عسكري تابع للقوات البرية للاتحاد الروسي مصمم لأداء عمليات هندسية عسكرية (أعمال قتالية)، تتطلب تدريبًا خاصًا للأفراد واستخدام وسائل المعدات الهندسية، وكذلك لإلحاق الضرر بالعدو من خلال استخدام ذخيرة المهندس.

## التاريخ

### العصر الإمبراطوري
كانت بوسوشنيلي ليودي واحدة من أولى الوحدات الهندسية التي تأسست في الإمبراطورية الروسية، وهو اسم جماعي للمجندين في الجيش الإمبراطوري الروسي الذين تم استدعاؤهم للخدمة العسكرية من كل وحدة من وحدات السوكا. في أواخر القرن السابع عشر، نُفِّذت أولى مناورات التدريب الهندسي تحت رعاية بيتر الأول. يتم التعرف على يوم القوات الهندسية في 21 يناير 1701، مع افتتاح مدرسة وسام بوشكار. تم إنشاء أول كليات الهندسة: في عام 1708 في موسكو ثم في مارس 1719 في سان بطرسبرج. تراوحت مدة الدراسة في هذه المدارس من 5 إلى 12 سنة. شاركت القوات الهندسية الإمبراطورية لأول مرة في معركة بولتافا والحرب الوطنية عام 1812 وحرب القرم من 1853 إلى 1856 والحرب العالمية الأولى. 

### الحقبة السوفيتية
بعد ثورة فبراير وثورة أكتوبر الاشتراكية العظمى لعام 1917، قام الجيش الأحمر السابق والبحرية السوفيتية بدمج الوحدات البحرية التابعة للجيش الإمبراطوري الروسي السابق في هيكلها. بحلول عام 1919، نشأت الكتائب العائمة والكهربائية ولواء تفجير الألغام في الوقت المناسب للحرب الأهلية. بعد 10 سنوات، القوات الهندسية لاتحاد الجمهوريات الاشتراكية السوفياتية (بالروسية: Инженерные войска СССР)‏ كانت في حالة أفضل بكثير وكان لديها تنظيم أفضل بكثير. خلال الحرب العالمية الثانية، عملت عشرة جيوش خارقة، وأعيد تنظيمها لاحقًا إلى ألوية. من منتصف الأربعينيات إلى السبعينيات، كانت شركات المهندس- سابر (ISR) موجودة في أفواج الجيش السوفيتي، والأقسام، بالإضافة إلى جيوش الأسلحة المشتركة. بسبب سوء التقدير في التخطيط من قبل وزارة الدفاع في الاتحاد السوفيتي، كان هناك نقص في الوحدات الهندسية التي تخدم في أفغانستان خلال الحرب السوفيتية الأفغانية. في عام 1986، شاركت القوات الهندسية في الرد العسكري على الآثار البيولوجية لحادث تشيرنوبيل. بعد انهيار الاتحاد السوفياتي في أواخر عام 1991، تم حل القوات الهندسية واستوعبت روسيا وكذلك القوات المسلحة المشكلة حديثًا لدول مثل أوكرانيا وبيلاروسيا وكازاخستان وأرمينيا. 

## التاريخ الحديث

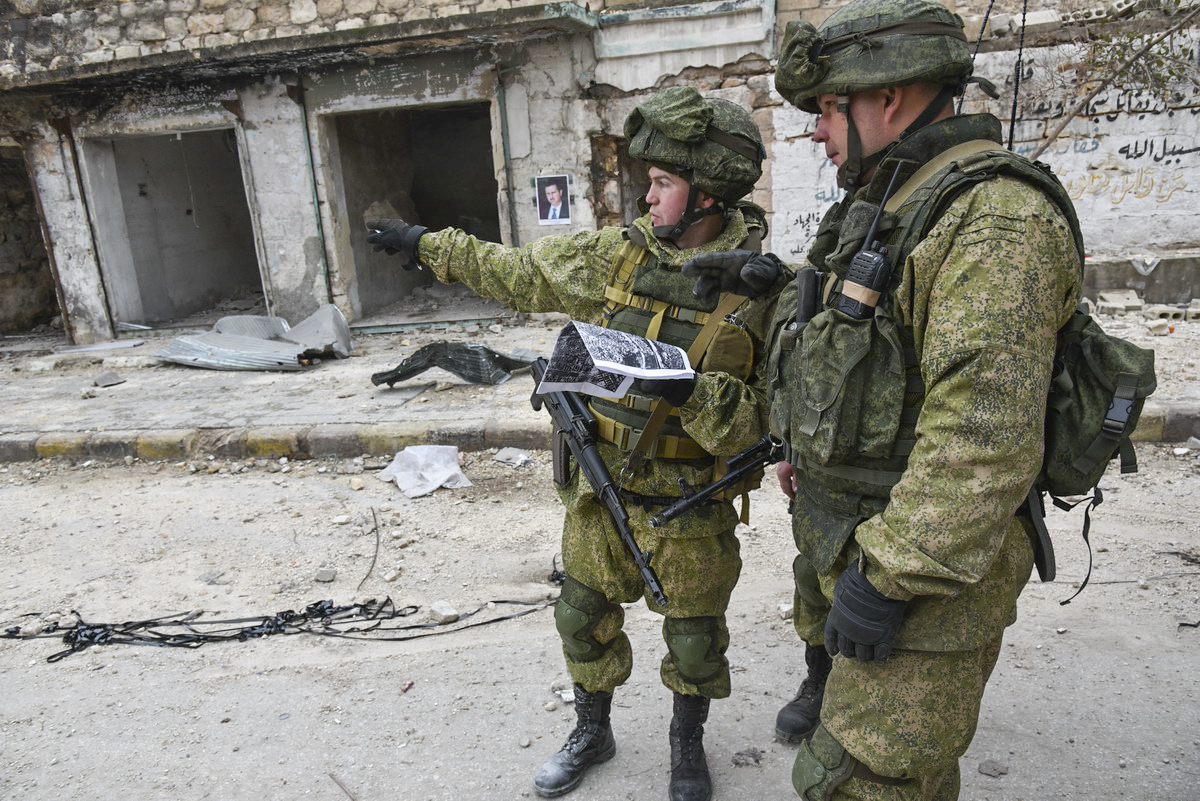
جندي روسي في عملية إزالة ألغام في حلب، 18 كانون الأول 2016

تم تحديد العطلة الرسمية للقوات الهندسية بموجب مرسوم صادر عن الرئيس بوريس يلتسين في 18 سبتمبر 1996. بأمر من وزير الدفاع في 23 سبتمبر 1996، تقرر الاحتفال بيوم القوات الهندسية في 21 يناير من كل عام. 

## بعثة

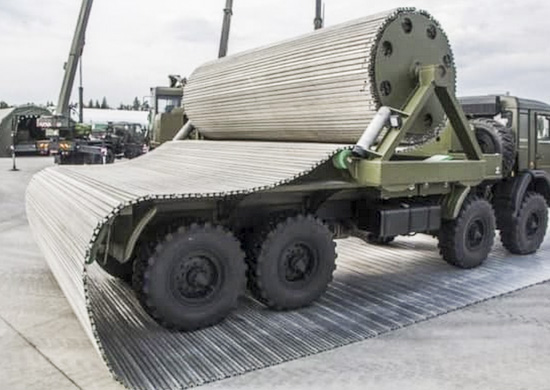
مركبة هندسية لوضع الطرق المؤقتة على أساس KamAZ-63501

في إطار التحضير لعمليات الأسلحة المشتركة وتنفيذها (العمليات القتالية)، تؤدي القوات الهندسية، من بين أمور أخرى، المهام التالية:
- الاستطلاع الهندسي للعدو والتضاريس والأشياء؛
- بناء (ترتيب) التحصينات (الخنادق والخنادق وخنادق الاتصالات والملاجئ والمخابئ والمخابئ، وما إلى ذلك) وتنظيم الانتشار الميداني للقوات (السكنية واللوجستية والطبية)؛
- تنظيم العوائق الهندسية، بما في ذلك تركيب حقول الألغام، وإنتاج التفجير، وتنظيم العوائق غير المتفجرة (الخنادق المضادة للدبابات، والصدمات، والعدادات، والأوتاد، إلخ. )؛
- تطهير المناطق والمرافق؛
- إعداد وصيانة طرق مرور القوات؛
- إنشاء وصيانة العبّارات عبر الحواجز المائية، بما في ذلك بناء الجسور؛
- استخراج وتنقية المياه في ساحة المعركة

بالإضافة إلى ذلك، يشاركون في مواجهة أنظمة الاستخبارات وإطلاق أسلحة العدو (التمويه)، ومحاكاة القوات والمنشآت، وتقديم معلومات مضللة وإجراءات توضيحية لخداع العدو وكذلك القضاء على آثار أسلحة العدو الجماعية أو الحد منها. دمار.
في وقت السلم، لدى القوات الهندسية عدد من المهام المهمة وذات الأهمية الاجتماعية: فهي تنظف المناطق من مخاطر المتفجرات، وتشارك في الاستجابة وتصفية تداعيات الحوادث والكوارث التي من صنع الإنسان، والكوارث الطبيعية، ومنع تدمير الجسور ومحطات المياه أثناء تعويم الجليد، إلخ. يتم إجراء مزيد من التطوير لقوات المهندسين من خلال تزويدهم بوسائل جديدة نوعياً وفعالة للغاية ومتعددة الاستخدامات من معدات مهندس، مبنية على أساس عناصر وكتل ووحدات معيارية، مع تقليل متزامن لعينات التسميات من نفس النوع لـ الغرض المقصود. 

## الهيكل التنظيمي
من الناحية التنظيمية، تتكون القوات الهندسية من تشكيلات ووحدات وتقسيمات فرعية لأغراض مختلفة: الاستطلاع الهندسي، والهندسة الميدانية، والمبارزة، وإزالة العوائق، وهندسة الهجوم والمرور، والجسر العائم (العائم)، وعبور الهجوم، وهندسة التمويه، والتكنولوجيا - الهندسة وتوريد المياه الميدانية وما إلى ذلك.

### التكوين
- مديرية قائد القوات الهندسية (موسكو)
- الحرس 1 مهندس-لواء صابر (موروم)
- الحرس الحادي عشر منفصلة اللواء الهندسي (كامينسك-شاختينسكي)
- الحرس الثاني عشر منفصلة اللواء الهندسي (أوفا)
- الحرس الرابع عشر منفصلة اللواء الهندسي (فياتسكوي، خاباروفسك كراي)
- اللواء 28 جسر عائم منفصل (موروم)[5]
- فوج المهندسين السادس (روستوف)[6]
- فوج المهندسين السادس عشر (بوغوتار)
- فوج المهندس 24 (كيزيل)
- فوج المهندس 30 (كيرو، منطقة فيفولوزسكي)
- فوج المهندس 31
- فوج المهندس 32 (أفيبسكيي)
- فوج المهندس 35 (رازدولنو، بريمورسكي كراي)
- فوج المهندس 39 (كيزنر)
- فوج الخامس والأربعين مهندس منفصل (ناخابينو)
- مراكز التدريب
  - 66 الإدارات التدريب المنهجي مركز القوات الهندسة (ناخابينو)
  - المركز الدولي للأعمال المتعلقة بالألغام (ناخابينو)
  - 187 بين الأنواع الإقليمية مركز التدريب للهندسة القوات (فولجسكي)،
  - 210 الحراس بين الأنواع الإقليمية مركز التدريب للهندسة القوات (كستوفو)
- معاهد البحوث
  - المعهد المركزي للبحوث والاختبارات للقوات الهندسية (ناخابينو)
- فرقة الجوقة الأرثوذكسية والقوات الهندسية «من أجل الإيمان والوطن»[7]

## المؤسسات التعليمية
- أكاديمية الهندسة العسكرية

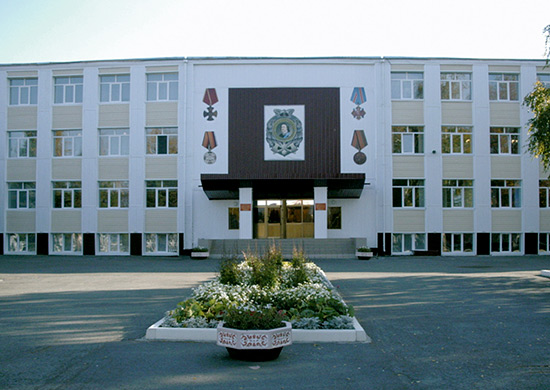
مدرسة تيومين العليا لقيادة الهندسة العسكرية

- المعهد العسكري (القوات الهندسية) التابع لأكاديمية الأسلحة المشتركة للقوات المسلحة للاتحاد الروسي
- جامعة الهندسة العسكرية والتقنية
- سميت مدرسة تيومين العليا لقيادة الهندسة العسكرية على اسم المشير من القوات الهندسية أليكسي بروشلياكوف

## قادة القوات الهندسية

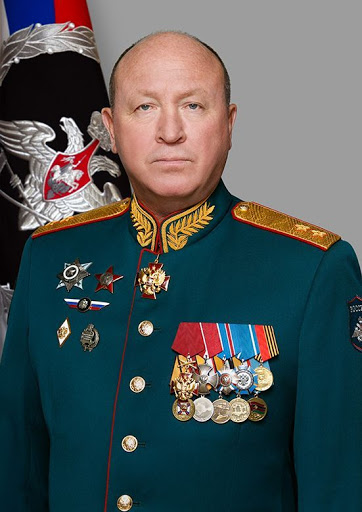
اللفتنانت جنرال يوري ستافيتسكي

- العقيد الجنرال فلاديمير كوزنتسوف (1992-1999)
- العقيد الجنرال نيكولاي سيردتسيف (1999-2008)
- الفريق يوري بلخوفيتين (2008-2009)
- العقيد فلاديمير بروكوبشيك (مؤقت) (2009-2010)
- اللفتنانت جنرال يوري ستافيتسكي (منذ يوليو 2010) [8]